# Adler Group
Adler Group S.A. (vormals ADO Properties) ist ein börsennotiertes luxemburgisches Immobilienunternehmen. Mit der Fusion der ADO Properties, Adler Real Estate und Consus Real Estate im Jahr 2020 entstand vorübergehend ein Konzern mit einem Portfolio im Wert von 11,4 Milliarden Euro. Im Zuge der Fusion firmierte das Unternehmen in Adler Group um. Die Adler Group ist spezialisiert auf Immobilienentwicklung, Vermietung und Verwaltung von Mietwohnungen und hielt bis 2022 Immobilien vorwiegend mit Fokus auf die deutschen Top-7-Städte.
Seit der „Leerverkäufer-Affäre“ im Oktober 2021 und der Veröffentlichung des untestierten Jahresabschlusses 2021 im April 2022 befindet sich das Unternehmen in einer schweren Krise. Im September 2023 teilte Adler mit, dass ein eingeschränktes Berlin-Portfolio mit weniger als 25.000 Wohnungen das zukünftige Ziel der Sanierungsbemühungen sei.

## Geschichte

### Adlerwerke (1880–1993)
Die Adlerwerke wurden 1880 in Frankfurt am Main von Heinrich Kleyer als Heinrich Kleyer GmbH gegründet. Das Unternehmen produzierte zunächst Fahrräder und Hochräder. 1889 war die Zahl der Mitarbeiter auf 600 angewachsen, die neben Fahrrädern auch Dreiräder und Voiturette-Autos herstellten. 1895/96 wurde das Unternehmen in die Aktiengesellschaft Adlerwerke vorm. H. Kleyer A. umgewandelt. Ab 1898 stellten die Adlerwerke auch Schreibmaschinen her. Motoren für Autos erweiterten die Produktpalette ab 1902, wobei Adler als erster Automobilhersteller Motor und Getriebe miteinander verblockte. 1909 stelle das Unternehmen den ersten Luftschiffmotor vor.
In den zwanziger und dreißiger Jahren des 20. Jahrhunderts gehörte Adler zu den größten deutschen Automobilherstellern und betrieb auch eine Filiale in Berlin. 1926 wurde das erfolgreiche Automodell Adler Standard 6 vorgestellt, 1928 der Standard 8. Später entwarf Walter Gropius, der damalige Leiter des Bauhauses, Karosserien für Adler. 1932 wurde der Adler Trumpf vorgestellt. Während der Wirtschaft im Nationalsozialismus profitierte das Unternehmen von NS-Zwangsarbeitern.
Nach dem Zweiten Weltkrieg durften die Adlerwerke gemäß Anordnung der alliierten Siegermächte den Autobau nicht wieder aufnehmen. Stattdessen konzentrierte sich die Produktion auf Motorräder, Fahrräder und Büromaschinen. In den 1950ern kaufte Max Grundig das Unternehmen und beendete den Geschäftszweig der Fahrzeugherstellung; Grundig schloss die Adlerwerke mit den Triumph-Werken in Nürnberg zur Triumph-Adler Büromaschinen-Vertriebsgesellschaft zusammen, und die Produktion des Unternehmens verlagerte sich vollends auf Büromaschinen.

### Adler Real Estate (seit 1993)
1993 wurde das Unternehmen an Immobilieninvestor Roland Ernst und den Baukonzern Philipp Holzmann verkauft, die Schreibmaschinenproduktion wurde eingestellt. 1999 übernahm die HBAG von der insolventen Philipp Holzmann AG 98,3 % der Aktien an der Adlerwerke AG. Nach der Insolvenz der HBAG-Nachfolgerin AGIV erfolgte der Verkauf der Aktienanteile an einen amerikanischen Investor.
2002 firmierte das Unternehmen in Adler Real Estate um und spezialisiert sich seitdem auf Immobilienentwicklung. 2012 wurde die Gesellschaft erneut verkauft und konsequent als Wohnungsbestandshalter ausgerichtet. 2014 übernahm Adler Real Estate das Berliner Immobilienunternehmen Estavis, 2015 das Immobilienunternehmen Westgrund. Seit 2016 befindet sich der Hauptsitz in Berlin.

### ADO Properties (2006–2019)
2006 gründete eine Gruppe um Rabin Savion in Zypern mithilfe der israelischen ADO Group die ADO Properties, die damals noch Swallowbird Trading & Investments Limited hieß. Swallowbird hatte seit 2006 ein Portfolio im Wert von rund 1,2 Milliarden Euro aufgebaut, bestehend aus rund 13.700 Wohn- und rund 700 Gewerbeeinheiten in Berlin. Das Unternehmen gehörte zu diesem Zeitpunkt vollständig der ADO Group, welche wiederum im Besitz der israelischen Shikun & Binui war. 2015 erfolgte die Umbenennung in ADO Properties sowie die Verlagerung des Unternehmenssitzes nach Luxemburg.
Der Börsengang war zunächst für Juni 2015 geplant, aufgrund der Unsicherheit am Markt resultierend aus der Griechenlandkrise wurde der Termin aber auf Juli verschoben. Die Erstnotierung an der Frankfurter Börse fand schließlich am 23. Juli 2015 zu einem Emissionspreis von 20 Euro statt, mit einem IPO von 456,5 Mio. Euro. Die ADO Group behielt 40 % der Unternehmensanteile. Am 13. Oktober wurde ADO Properties in den SDAX aufgenommen.
Im Juli 2016 sammelte ADO Properties 100 Millionen Euro von den Investoren und der ADO Group ein und baute das Portfolio in Berlin um mehr als 10 % aus. Ende 2016 wurde Florian Goldgruber CFO des Unternehmens. 2017 sammelte das Unternehmen 400 Millionen Euro ein und erwarb kurz darauf insgesamt 1467 Wohnungen und 127 Gewerbeeinheiten in Berlin.
2019 verkaufte Shikun & Binui 30 % der Anteile an der ADO Group. Kurz darauf wurde die gesamte Führungsebene der ADO Properties ausgetauscht. Im Juni 2019 wurde Ran Laufer zum CEO berufen.

### Fusion von ADO Properties und Adler Real Estate im März 2020
Im September 2019 kündigte Adler Real Estate an, die ADO Group vollständig zu übernehmen, die zu diesem Zeitpunkt noch 38,2 % an ADO Properties hielt. Die ADO Group reduzierte ihre Anteile auf 33 %, welche dann von der Adler Real Estate für 708 Millionen Euro übernommen wurden. Das machte die Adler Real Estate mittels der ADO Group zum größten Aktionär der ADO Properties. Im Rahmen der Übernahme wurde die Unternehmensspitze der ADO Properties neu besetzt, CEO wurde Thierry Beaudemoulin.
Im September 2019 verkaufte ADO knapp 6000 Wohnungen in Berlin an die kommunale Gesellschaft Gewobag. Im Dezember 2019 gab das Unternehmen bekannt, den eigenen Großaktionär Adler Real Estate übernehmen zu wollen. Zugleich erwarb ADO Properties eine Beteiligung von 22 % am Immobilienentwickler Consus Real Estate und gab bekannt, eine Dreierfusion zwischen ADO, Adler und Consus zu planen. Ziel der Fusion mit Adler war, den Bestand an Mietwohnungen geografisch zu diversifizieren, um so die möglichen Auswirkungen des Berliner Mietendeckels auf das eigene Geschäft zu verringern.
Am 3. März 2020 übernahm die ADO Properties schließlich 91,9 % der Adler Real Estate. Co-CEOs wurden die jeweiligen Geschäftsführer von Adler Real Estate und ADO Properties, Maximilian Rienecker und Thierry Beaudemoulin.
Am 29. September 2020 wurde die Umfirmierung der ADO Properties in Adler Group mit sofortiger Wirkung bekannt gemacht.

### Übernahme der Consus Real Estate im Juni 2020 und Refinanzierung Anfang 2021

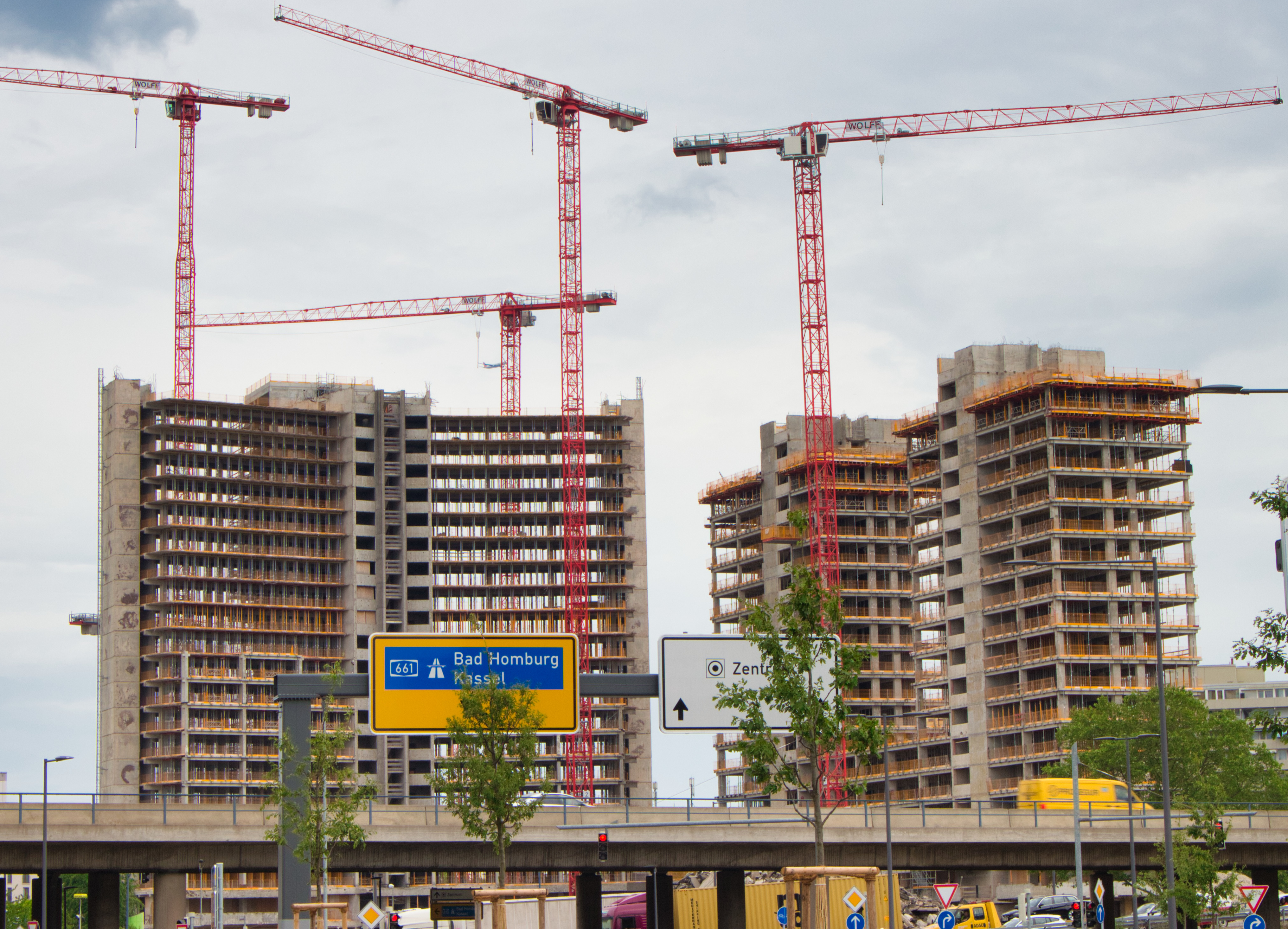
Baustelle des Vitopia-Campus in Offenbach, eines der von Adler übernommenen Consus-Projekte

Die Consus Real Estate AG (Consus) war seit 2017 im Freiverkehr der Frankfurter Wertpapierbörse (Scale Segment) sowie im m:access Segment der Börse München notiert. Im selben Jahr übernahm Consus die CG-Gruppe sowie die Mehrheitsanteile von 58 % der GxP German Properties. Zu diesem Zeitpunkt lag das Entwicklungsvolumen des Unternehmens bei 4,6 Mrd. Euro.
Im Januar 2018 wurde Andreas Steyer CEO des Unternehmens.
2018 verkaufte Consus die Anteile an GxP und stockte stattdessen die Anteile an der CG-Gruppe von bisher 59 auf 75 % auf. Hauptaktionär der CG sowie der Consus war seit 2018 Günther Walcher über die Aggregate Holding.
Ende 2018 übernahm Consus zudem den Konkurrenten SSN Group und wurde damit größter Projektentwickler Deutschlands mit einem zwischenzeitlichen Entwicklungsvolumen von 9,6 Mrd. Euro.
Im Juni 2020 übernahm die Adler Group die Mehrheit an Consus Real Estate, dafür machte sie von einer seit Dezember 2019 bestehenden Kaufoption Gebrauch und erwarb weitere 51 % der Anteile an Consus.
Ende 2020 verkaufte die Adler Group 1.600 Wohn- und Gewerbeeinheiten für 75,7 Mio. Euro um die Finanzierungsstruktur nach der Fusion zu stärken. Zugleich wurden die Anteile an der Consus Real Estate auf 94 % erhöht.
Zu Beginn 2021 fokussierte sich das Unternehmen auf die Refinanzierung der Schulden, die durch die Fusion entstanden bzw. übernommen worden waren und verschaffte sich 1,5 Mrd. Euro durch eine Anleiheplatzierung. Damit seien unter Berücksichtigung von Liquidität und Zuflüssen aus Verkäufen alle 2021 fälligen Schulden abgedeckt, so die Börsen-Zeitung. Insgesamt war damals – laut dem Wirtschaftsmagazin Capital (Stand Oktober 2021) – die Adler Group mit über 8 Mrd. Euro verschuldet.

### Leerverkäufer-Affäre und untestierter Jahresabschluss 2021
Am 7. Oktober 2021 warf Fraser Perring, ein britischer Shortseller, in einem im Internet veröffentlichten Bericht dem Immobilienkonzern Adler Group S.A. Betrug, Manipulation und Täuschung seiner Geldgeber vor. Ziel des Leerverkäufers war es, durch Finanzmarktwetten am Verfall des Adler-Aktienkurses zu verdienen. Eine daraufhin beauftragte Sonderuntersuchung des Wirtschaftsprüfers KPMG konnte im April 2022 nicht alle Vorwürfe widerlegen.
Ende April 2022 kündigte die KPMG an, nach Beendigung der Abschlussprüfung für den Konzernabschluss und Einzelabschluss 2021 einen „Disclaimer of Opinion“ (Versagungsvermerk) zu erteilen, da man kein Prüfungsurteil abgeben könne. Begründet wurde dies damit, dass sich das Management geweigert habe, Zugang zu bestimmten Informationen zu gewähren. Es lägen nicht ausreichende „Nachweise über die Identifizierung und Offenlegung von verbundenen Parteien und wesentlichen Transaktionen und Kontensalden von verbundenen Parteien“ vor, deshalb hätten mehrere Buchungen nicht auf Angemessenheit geprüft werden können.
In der Folge bot am 30. April 2022 der gesamte Verwaltungsrat des Jahres 2021 kollektiv seinen sofortigen Rücktritt an; vier Rücktritte wurden von dessen Vorsitzendem angenommen. Dem untestiert veröffentlichten Jahresabschluss zufolge legte der operative Gewinn 2021 zu, aufgrund von Abschreibungen vor allem auf das Immobilienunternehmen Consus ergab sich letztlich aber ein Verlust von knapp 1,2 Milliarden Euro; im Vorjahr war noch ein Gewinn von 191 Millionen Euro verbucht worden.

### Wohnungsverkäufe; Bestellung eines Bilanzprüfers scheitert im Sommer 2022
Am nächsten Handelstag nach der Verweigerung des Prüfungsvermerks durch KPMG, am 2. Mai 2022, fiel der Aktienkurs der Adler Group in einem als „panisch“ bezeichneten Verkaufsverhalten zeitweise auf ein Rekordtief von 3,88 Euro. Der Kurseinbruch Ende April und Anfang Mai betrug rund 72 %. Ende Juni 2022 prognostizierte der Aktien-Analyst André Rain keinen kurzfristigen Anstieg des Adler-Kurses mehr über 10 Euro. Am 31. August 2018 hatte der Kurs noch 48,82 Euro betragen.
Im Juni 2022 lagen die Schulden der Gruppe bei 7,2 Mrd. Euro, diverse Gläubiger verhandelten über Sicherheiten. Im Juli 2022 wurde dann der Verkauf von mehr als 22.000 Wohnungen avisiert, um Schulden abzubauen. Der Bestand an Wohnungen wäre damit erheblich gesunken; nach Angaben des Unternehmens belief er sich im Juni 2022 auf 26.000 Wohnungen.
Bis zum 30. August 2022 gelang es dem Unternehmen zudem nicht, einen Wirtschaftsprüfer für die Bilanzprüfung zu bestellen. Die Frankfurter Allgemeine Zeitung schrieb, dass die „Zweifel an den Bilanzen des verschachtelten Immobilienunternehmens“ ursächlich dafür seien, „warum sich kein Wirtschaftsprüfer mehr traut, den Auftrag zu übernehmen“. Am 7. Oktober 2022 wurde bekannt, dass eine Gruppe von Aktionären der Adler Real Estate AG ein Gerichtsverfahren gegen die Mehrheitsaktionärin Adler Group SA angestrengt hatten, um den geplanten Verkauf praktisch aller Wohnungen der Adler Real Estate zu verhindern. Am 14. Oktober 2022 erreichte der Aktienkurs einen neuen Tiefststand von 1,32 Euro.

### Herbst 2022: Rechnungslegungsfehler im Jahresabschluss 2019
Am 17. November 2022 teilte die Finanzaufsicht Bafin mit, dass sie im Jahresabschluss 2019 der Adler-Group-Tochter Adler Real Estate drei gravierende Rechnungslegungsfehler entdeckt habe. Der Konzern Adler Group habe unter anderem unzulässig eine Konsolidierung des mit ihm zusammengeschlossenen Unternehmens Ado Properties vorgenommen. Dadurch seien beispielsweise die Konzernbilanzsumme um 3,9 Milliarden Euro und das Gesamtergebnis um 543 Millionen Euro zu hoch ausgewiesen worden.

### Sommer 2023: Europaweite behördliche Ermittlungen und Abwertung des Immobilienportfolios
Am 28. Juni 2023 durchsuchten 175 Ermittler der Staatsanwaltschaft Frankfurt am Main und des Bundeskriminalamts (BKA) in ganz Europa im Zusammenhang mit den Geschäften der Adler Real Estate AG 21 Objekte, unter anderem Büros, Wohnungen und eine Rechtsanwaltskanzlei. Die behördlichen Vorwürfe zur Durchsuchung lauteten Untreue, Bilanzfälschung und Marktmanipulation. Zu den im Rahmen der Ermittlungen Beschuldigten zählten, so das Handelsblatt, der Berater Cevdet Caner, der laut Handelsblatt „vielen […] als Strippenzieher hinter dem Konzern galt“, sowie seine Ehefrau und Adler-Aktionärin Gerda Caner und sein Schwager Josef Schrattbauer. Der Wert der Adler-Aktie lag seit März 2023 konstant unter dem Wert von 1,00 Euro und notierte am 26. Juni 2023 bei 0,47 Euro.
Zum 30. Juni 2023 senkte die Adler Group den fairen Wert ihres Immobilienportfolios um 1 Milliarde Euro auf 6,4 Milliarden Euro. Am 28. August 2023 teilte die Adler Group mit, dass der Konzern ein bald fälliges Darlehen an sein Tochterunternehmen Brack Capital Properties (BCP) in Teilen zu verlängern bereit sei. Mit der Frist bis zum 31. August 2023 wurde der BCP erlaubt, die Hälfte eines bereits im Dezember 2023 komplett fälligen Kredits von 150 Millionen Euro erst Ende 2024 zu zahlen, wenn die andere Hälfte bis zum 31. August 2023 gezahlt werde.

### Winter 2023/2024: Rücktritt des Krisenmanagers Stefan Kirsten
Am 12. Februar 2024 wies das Berliner Kammergericht die Berufung der Adler Group gegen eine Entscheidung des Landgerichts Berlin zurück. Das Landgericht hatte geurteilt, dass eine nachträgliche, einseitige Änderung des Kaufvertrages für eine Wohnung des Berliner Großprojektes Steglitzer Kreisel auf Wunsch und zugunsten der Adler Group nicht rechtmäßig war. Damit wurde ein Zwangsvollstreckungsverfahren des klagenden Wohnungskäufers gegen die Adler Group möglich.
Am 19. Februar 2024 trat der Adler-Verwaltungsratschef Stefan Kirsten „aus gesundheitlichen Gründen“ mit sofortiger Wirkung zurück. Die Frankfurter Allgemeine Zeitung kommentierte, dass damit „eine kurze, aber beispiellose Ära [endete], während der sich Schlag auf Schlag alptraumhafte Abgründe der Unternehmensführung auftaten und böse Erinnerungen an den Wirecard-Skandal von 2020 weckten.“

### Frühjahr 2024: Sanierungsbemühungen stocken
Am 25. April 2024 gab die Adler Gruppe bekannt, dass der Verlust für das Geschäftsjahr 2023 mit knapp 1,8 Milliarden Euro erneut höher lag als im Vorjahr. 2022 hatte der Verlust noch bei 1,7 Milliarden Euro gelegen, 2021 bei 1,2 Milliarden Euro. Zugleich teilte das Unternehmen mit, dass die zur Sanierung notwendigen Immobilienverkäufe den „ursprünglichen Plänen“ hinterher hingen. Im März und April 2024 erreichte der Aktienkurs des Unternehmens neue Tiefststände bei unter 20 Cent.

### Herbst und Winter 2024/2025: Abrissgenehmigung, Verkauf weiterer Wohnungen
Für Teile des Steglitzer Kreisel lagen im Oktober 2024 Abrissgenehmigungen vor. Der Sockel hatte sich als zu marode für die anvisierten Luxuswohnungen erwiesen. Geplant waren ursprünglich 330 Wohnungen. Eingetragen waren als Grundschuld für das Gebäude und andere 4,3 Mrd. €.
Im November 2024 gab Adler Group S.A. den Verkauf ihrer 62,78-prozentigen Beteiligung an Brack Capital Properties N.V. an LEG Immobilien SE bekannt, dazu gehörten 9.101 Wohneinheiten und Entwicklungsprojekte mit 1.650 Wohneinheiten.
Im März 2025 gab die Adler Group bekannt, dass sie 89,9 % ihrer Anteile an den Tochtergesellschaften des in Nordrhein-Westfalen basierten „Cosmopolitan-Portfolios“ an Orange Capital Partners („OCP“) und One Investment Management („OneIM“) verkauft habe. Das Cosmopolitan-Portfolio umfasste 6.788 Mieteinheiten in Nordrhein-Westfalen.

## Rechtsform
Die Adler Group ist als luxemburgische Société Anonyme organisiert. „Der Gesellschaftszweck besteht in der langfristigen Wertschaffung durch Investitionen in und der Entwicklung von Grundstücken und Immobilien sowie im Kauf, der Vermietung und Veräußerung derartiger Immobilien. Sie kann auch die Immobilienverwaltung für eigene Zwecke und jede sonstige Tätigkeit in der Immobilienbranche ausüben.“ Weiterhin kann die Gesellschaft zur Ausübung des Gesellschaftszwecks Unternehmen, Vereinigungen, Konsortien und Joint Ventures gründen, erwerben oder deren Anteile halten.

## Anteilseigner
Das ausgegebene Aktienkapital der S.A. ist auf 145.712,69 Euro festgelegt und aufgeteilt in 117.510.233 Aktien ohne Nennwert. Diese werden im regulierten Markt (Prime Standard) der Frankfurter Wertpapierbörse gehandelt. Außerdem werden die Aktien im SDAX und in den DAX International Mid 100 geführt. Im Jahre 2021 waren 68,39 % der Aktien im Streubesitz. Größter Aktionär war 2021 mit 26,59 % die Aggregate Holding S.A., die zuvor Mehrheitsaktionär bei Consus war. Im Zuge der Übernahme hatte Aggregate seine Anteile an Consus in Adler Aktien getauscht. Weitere Anteilseignerin waren 2021 die Fairwater Multi-Strategy Investment ICAV (5,02 %). Im Sommer 2023 waren knapp 76 % der Aktien im Streubesitz; knapp 4 % wurden von Gerda Caner, der Ehefrau von Cevdet Caner, gehalten.

## Management
Die Unternehmensleitung unterliegt dem Verwaltungsrat im Rahmen einer einstufigen Organisationsstruktur. Der Verwaltungsrat des Unternehmens soll zu jeder Zeit aus drei Mitgliedern bestehen. Die Amtszeit soll nicht sechs Jahre überschreiten. Vorsitzender des Verwaltungsrates ist Stefan Kirsten. Die weiteren Mitglieder sind Thierry Beaudemoulin, Thomas Zinnöcker und Thilo Schmid. Chief Executive Officer (CEO) der Adler Group ist Thierry Beaudemoulin. Sven-Christian Frank ist Chief Legal Officer (CLO), Thomas Echelmeyer ist Chief Financial Officer (CFO).

## Standorte
Der deutsche Hauptsitz der Adler Group befindet sich am Karlsbad in Berlin. Größere Büros hält das Unternehmen in Chemnitz, Cottbus, Dresden, Duisburg, Düsseldorf, Frankfurt am Main, Halle (Saale), Hamburg, Helmstedt, Köln, Leipzig, Oberhausen, Rechenberg-Bienenmühle, Schwerin, Stuttgart und Wilhelmshaven.

## Immobilienbestand

### Grundsätzliche Entwicklung
Die Adler Group ist auf den Vertrieb und die Verwaltung von Mehrfamilienhäusern spezialisiert. Der Bestand umfasste Ende 2020, ein Dreivierteljahr vor der „Leerverkäufer-Affäre“ (siehe oben), insgesamt 69.722 Wohnungen. 2020 verzeichneten die Immobilien eine durchschnittliche Miete von 6,30 Euro. Zugleich wies das Unternehmen eine Leerstandsquote von 3,4 % auf, im Vergleich zu 4,0 % im Jahr 2019, und ein flächenbereinigtes Mietwachstum von 2,2 %.
Die Übernahmen seit 2019 führten bei der Adler Group zu einer erhöhten Verschuldung, so dass das Unternehmen sich im Herbst 2021 gezwungen sah, einen großen Teil des Wohnungsbestandes wieder zu verkaufen. Zunächst sollten über 15.000 Wohnungen verkauft werden; insgesamt standen aber zwischen 40.000 bis 60.000 der rund 70.000 Wohnungen zum Verkauf.
Im Juni 2022 verfügte Adler nur noch über 27.000 Wohnungen bei einem Anstieg des Verschuldungsgrades auf 52 %. Im Oktober 2022 hatte das Unternehmen nach eigenen Angaben noch 26.250 Mietwohnungen im Bestand. Im August 2023 teilte Adler Group mit, dass weitere Wohnungen verkauft werden sollen. Im September 2023 teilte Adler Group mit, dass der Wohnungsbestand bei 25.000 Wohnungen liege und „ein Berlin-Portfolio in deutlich kleinerem Umfang“ das zukünftige Ziel sei.

### Langjähriger Stillstand bei Großprojekten
Durch den Kauf der Consus Real Estate im Jahre 2020 verfügte die Adler Group über Entwicklungsprojekte mit mehr als 10.000 potenziellen Wohnungen, die bis 2028 gebaut werden sollten. Unter anderem übernahm Adler mit der Kontrolle über Consus im Juni 2020 den im Umbau befindlichen Steglitzer Kreisel. Das Hochhausgebäude in Berlin, das zu Wohnungen umgebaut werden soll, sollte ursprünglich 2021 fertiggestellt werden. Ende 2021, nachdem die Bauarbeiten oberirdisch bereits über 1,5 Jahre geruht hatten, gab die Adler Group als neuen Fertigstellungstermin jedoch das Jahr 2024 an. Im Sommer 2023 waren jedoch von der Adler Group keine Informationen über den Baufortschritt zu erhalten. Auch auf dem Holsten-Areal im Hamburger Stadtteil Altona, wo die Adler Group rund 1.300 Wohnungen bauen will, wurden von 2019 bis zum Sommer 2022 keine Bauarbeiten durchgeführt. Im April 2023 wurde berichtet, dass die Adler Group den Verkauf des kompletten Areals plant. Auf der Baustelle „Technisches Rathaus“ (Umwandlung von DDR-Gebäuden in Wohnungen) in Leipzig herrschte ebenfalls von 2019 bis Sommer 2022 Stillstand.

## Finanzkennzahlen
| in 1000 Euro                         | 2023           | 2022           | 2021           | 2020      | 2019      | 2018      | 2017      | 2016      |
| ------------------------------------ | -------------- | -------------- | -------------- | --------- | --------- | --------- | --------- | --------- |
| Eigenkapital                         |                |                |                | 4.917.542 | 2.698.445 | 2.197.282 | 1.831.493 | 1.486.504 |
| Mieteinnahmen                        |                |                |                | 383.906   | 141.572   | 134.588   | 109.181   | 89.810    |
| Gewinn (EBITDA nach IFRS)            | ca. -1.800.000 | ca. -1.700.000 | ca. -1.000.000 | 247.349   | 95.887    | 96.522    | 81.001    | 66.627    |
| Cashflow aus betrieblicher Tätigkeit |                |                |                | 120.304   | 88.764    | 103.933   | 86.852    | 58.581    |

## Kritik
So wie einige andere Wohnungsunternehmen dieser Größenordnung wurde auch die ADO kritisiert. Sie wirke an der Verschärfung der Situation des Berliner Wohnungsmarktes mit, indem sie zahlreiche Wohnungen aufkaufte und, wie das Unternehmen selbst sagte, ein Steigerungspotential von 17 bis 38 % bei Neuvermietungen sehe. Zum Teil hat das Unternehmen bei diesen Käufen keine Grunderwerbsteuer gezahlt, weil sie in Form von sogenannten Share Deals gestaltet wurden.

## Auszeichnungen
- IHK Siegel für exzellente Ausbildungsqualität, IHK Berlin[97]
- 2019: Red Dot Award: Brands & Communication Design in der Kategorie „Annual Report“ (ADO Properties)[98]
- 2018: LACP: 2018 Vision Awards, Annual Report Competition, Competition Class Winners Platinum (ADO Properties)[99]
- 2018: LACP: 2018 Vision Awards, Annual Report Competition, Most Engaging Worldwide[99]
- 2015: Vision Awards, Annual Report Competition, Competition Class Winners Platinum (ADO Properties)[100]
- 2015: LACP: 2018 Vision Awards, Annual Report Competition, Most Creative Worldwide[100]